# Phidippus amans
Phidippus amans är en spindelart som beskrevs av Edwards 2004. Phidippus amans ingår i släktet Phidippus och familjen hoppspindlar. Inga underarter finns listade i Catalogue of Life.